# Тюш (приток Бисерти)
Тюш — река в России, протекает по Свердловской области. Устье реки находится в 52 км по левому берегу реки Бисерть. Длина реки составляет 36 км.

## Данные водного реестра
По данным государственного водного реестра России относится к Камскому бассейновому округу, водохозяйственный участок реки — Уфа от Нязепетровского гидроузла до Павловского гидроузла, без реки Ай, речной подбассейн реки — Белая. Речной бассейн реки — Кама.
Код объекта в государственном водном реестре — 10010201112111100021251.